# Bosereprijsroest
De bosereprijsroest (Puccinia veronicae) is een autoecische roestschimmel die behoort tot de familie Pucciniaceae. De schimmel infecteert bosereprijs.

## Kenmerken
Zoals bij alle Puccinia-soorten groeit het mycelium intercellulair en vormt het zuigdraden die tot in het weefsel van de gastheer groeien.
Telium
Van de schimmel zijn alleen telia bekend. De lichtkaneelbruine, kussenvormige telia zijn tot 0,5 mm groot. Ze komen op de achterkant van het blad voor en veroorzaken bruine vlekken op de voorkant van het blad. De tweecellige, lichtgele tot bijna kleurlose, gladde, lang-ellipsoïde, knotsvormige tot spoelvormige, 29-52 µm × 10-16 µm grote teliospore heeft een blijvende, tot 43 μm lange steel. De wand aan de top is tot 7 µm verdikt.

## Verspreiding
De bosereprijsroest komt van nature voor in Europa en Noord-Afrika. In Nederland is de schimmel uiterst zeldzaam.

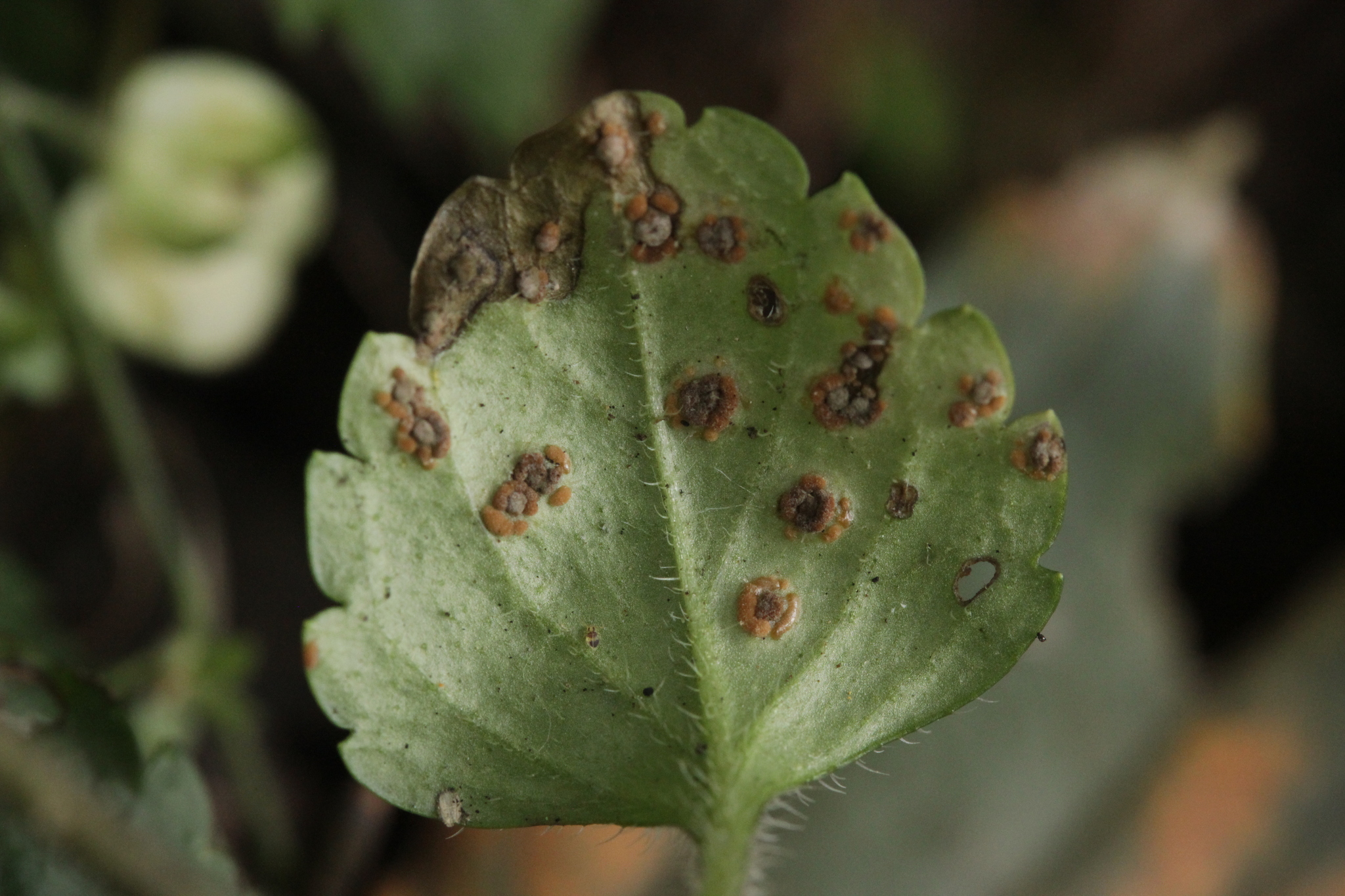
Telia
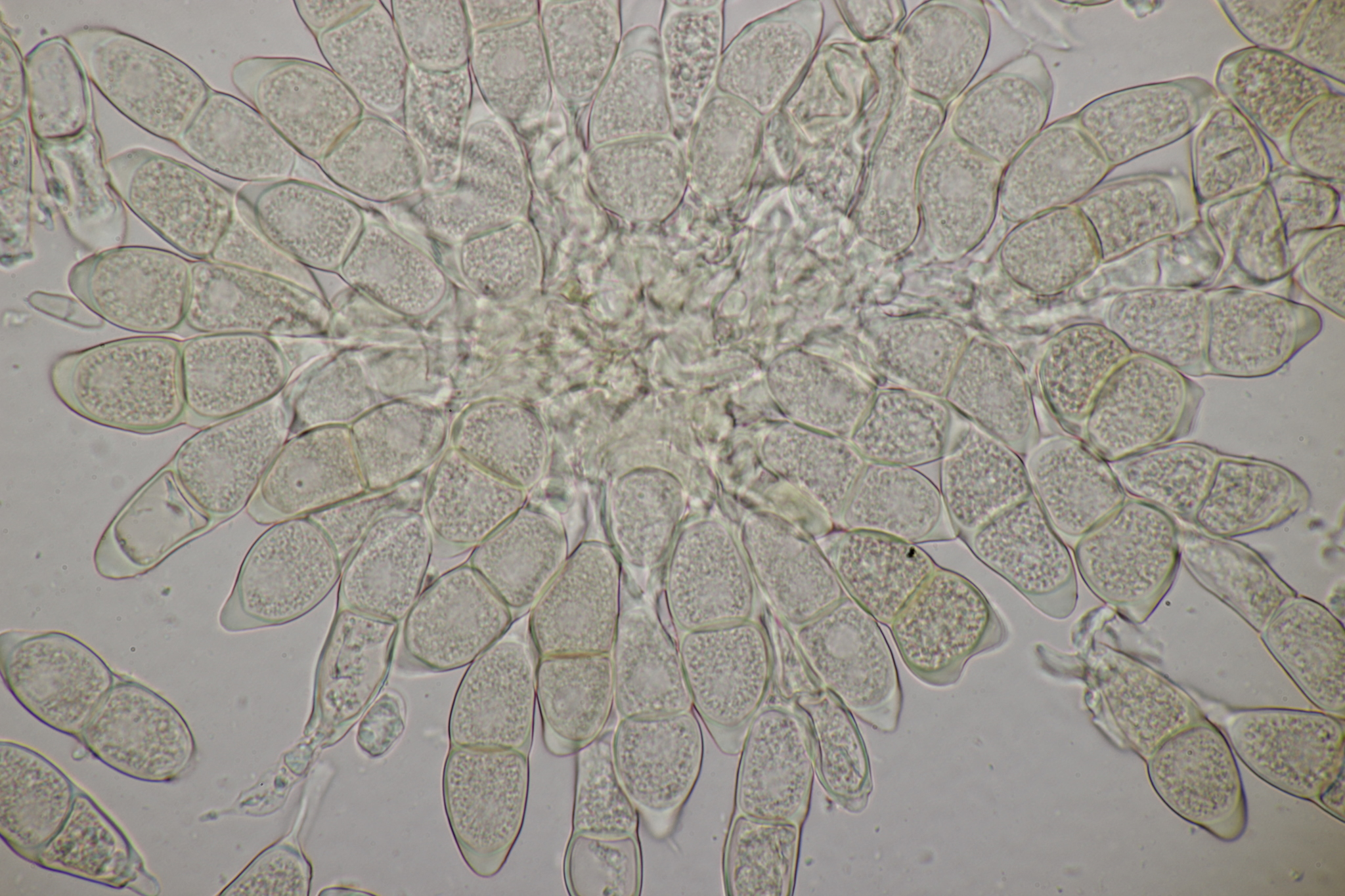
Teliosporen